# Maués (ort)
Maués är en ort i delstaten Amazonas i norra Brasilien. Den är huvudort i en kommun med samma namn och folkmängden uppgick till cirka 25 000 invånare vid folkräkningen 2010. Maués är belägen längs floden Maués Açu och har en flygplats i den norra utkanten.